# Sheree North
Sheree North, właśc. Dawn Shirley Crang (ur. 17 stycznia 1932, zm. 4 listopada 2005) – amerykańska aktorka, tancerka i piosenkarka. Współpracowała z wytwórnią 20th Century Fox, która promowała ją jako potencjalną następczynię Marilyn Monroe.

## Filmografia wybrana[2]
- 1951: Excuse My Dust
- 1953: Here Come the Girls
- 1954: Living It Up
- 1955: The Lieutenant Wore Skirts
- 1956: The Best Things in Life Are Free
- 1957: The Way to the Gold
- 1957: Wszystko na kredyt (No Down Payment)
- 1958: In Love and War
- 1958: Mardi Gras
- 1968: Madigan
- 1969: Kłopoty z dziewczynami (The Trouble with the Girls)
- 1969: Cyrk straceńców (The Gypsy Moths)
- 1971: Szeryf (Lawman)
- 1971: Organizacja (The Organization)
- 1973: Charley Varrick
- 1973: The Wide World of Mystery (serial)
- 1975: Brawurowe porwanie (Breakout)
- 1976: Rewolwerowiec (The Shootist)
- 1976: Most Wanted (serial)
- 1977: Telefon
- 1979: Archie Bunker's Place (serial)
- 1980: I'm a Big Girl Now (serial)
- 1988: Maniakalny glina ( Maniac Cop)
- 1990: Jak sprzedać zdechłego psa (Cold Dog Soup)
- 1991: Cena za umarłego (Dead on the money)
- 1998: Plan Zuzanny (Susan’s Plan)

## Nagrody i wyróżnienia
- 1954: nagroda Theatre World Award za udział w scenicznym musicalu Hazel Flagg (Broadway, 1953)
- 1980: nominacja do Emmy w kategorii "Najlepsza aktorka w serialu komediowym" za Archie Bunker's Place (1979)